# Umiliți și obidiți
Umiliți și obidiți este un roman al scriitorului rus Feodor Dostoievski publicat pentru prima oară în 1861. E un roman tragic, unde protagonist este  Ivan Petrovici (din punctul lui de vedere se povestește), iar alte personaje sunt Nikolai Sergheievici Ikhmenev, Ana Andreievna, Natașa Nikolaievna și alții.